# Марло Келлі
Марло Келлі (англ. Marlo Kelly) (нар. 21 листопада 1996) — австралійська актриса, найбільш відома своєю роллю в серіалі Netflix «Проблема 3 тіл». Вона також з'являлася в «Джо проти Керол» і «Візьми мене на слабо».

## Фільмографія

### Кіно
| Рік  |    | Українська назва          | Оригінальна назва              | Роль  |
| ---- | -- | ------------------------- | ------------------------------ | ----- |
| 2016 | кф | Вампір                    | англ. Vampir                   | Міра  |
| 2017 | кф | Більше ніхто не тусується | англ. Nobody Hangs Out Anymore | Поппі |
| 2019 | кф | Хлор                      | англ. Chlorine                 | Бет   |

### Телебачення
| Рік       |   | Українська назва     | Оригінальна назва    | Роль                     |
| --------- | - | -------------------- | -------------------- | ------------------------ |
| 2015—2016 | с | Додому і в дорогу    | англ. Home and Away  | Скай Пітерс (43 серії)   |
| 2018—2018 | с | Патриція Мур         | англ. Patricia Moore | Патриція Мур (10 серії)  |
| 2019—2020 | с | Візьми мене на слабо | англ. Dare Me        | Бет Кессіді (10 серії)   |
| 2022—2022 | с | Джо проти Керол      | англ. Joe vs. Carole | Джеймі Мердок (10 серії) |
| 2024—2024 | с | Проблема 3 тіл       | англ. 3 Body Problem | Тетяна Гаас (7 серії)    |